# Florestas, bosques e matagais mediterrânicos

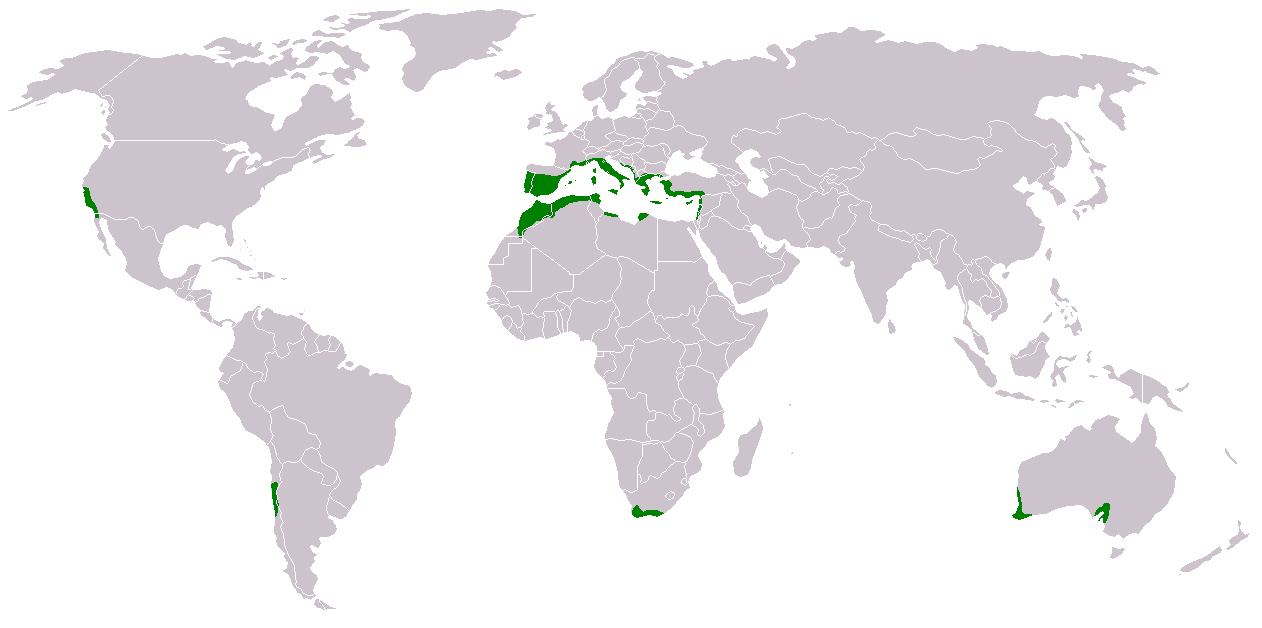
Floresta mediterrânea de bosques e arbustos.

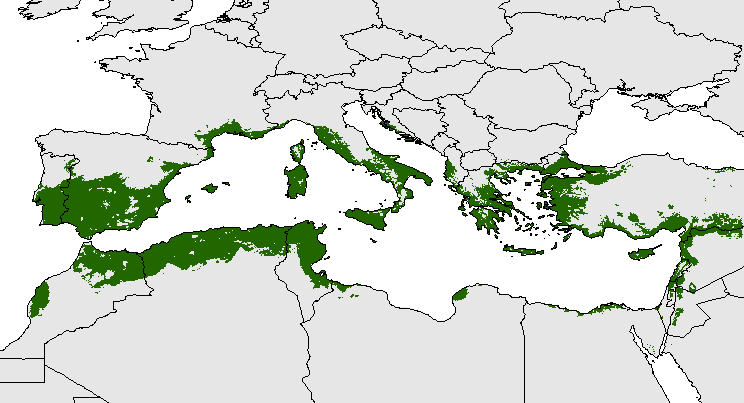
Distribuição potencial de oliveiras na bacia do Mediterrâneo. A oliveira é um indicador biológico da região do Mediterrâneo. (Oteros, 2014)

O bioma florestas, bosques e matagais mediterrânicos ocorre não só na região do Mar Mediterrâneo, como o nome indica, mas também em outras regiões de clima mediterrâneo que apresentam verões quentes e secos e invernos amenos e chuvosos, como a Califórnia (EUA) e Península da Baixa Califórnia (México), o centro da costa chilena, o extremo sul da África do Sul e o sul da Austrália. Trata-se de uma vegetação esparsa, com três estratos (ou seja, vegetação de três alturas diferentes) — um arbóreo, um arbustivo e um herbáceo.

## Galeria

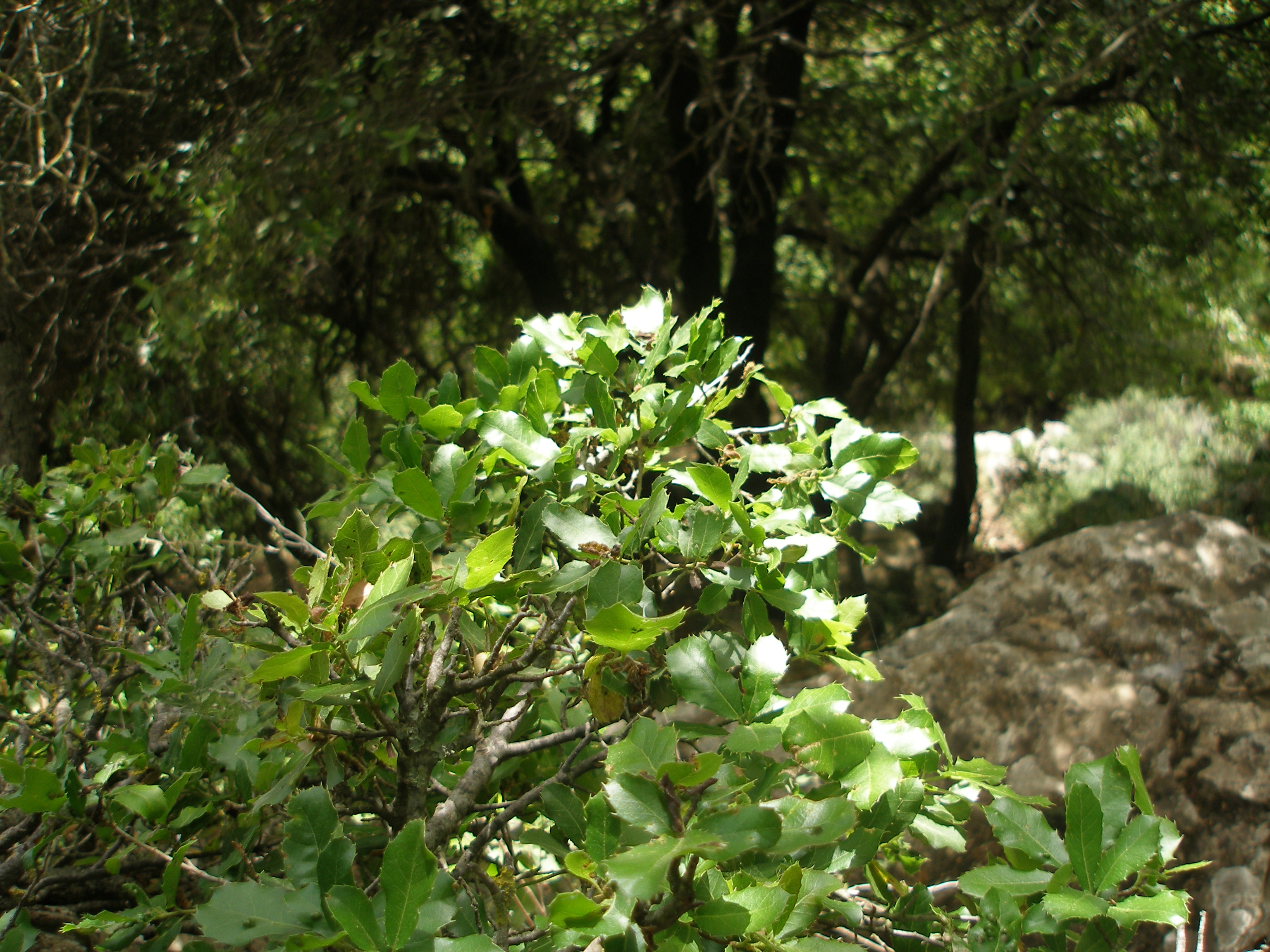
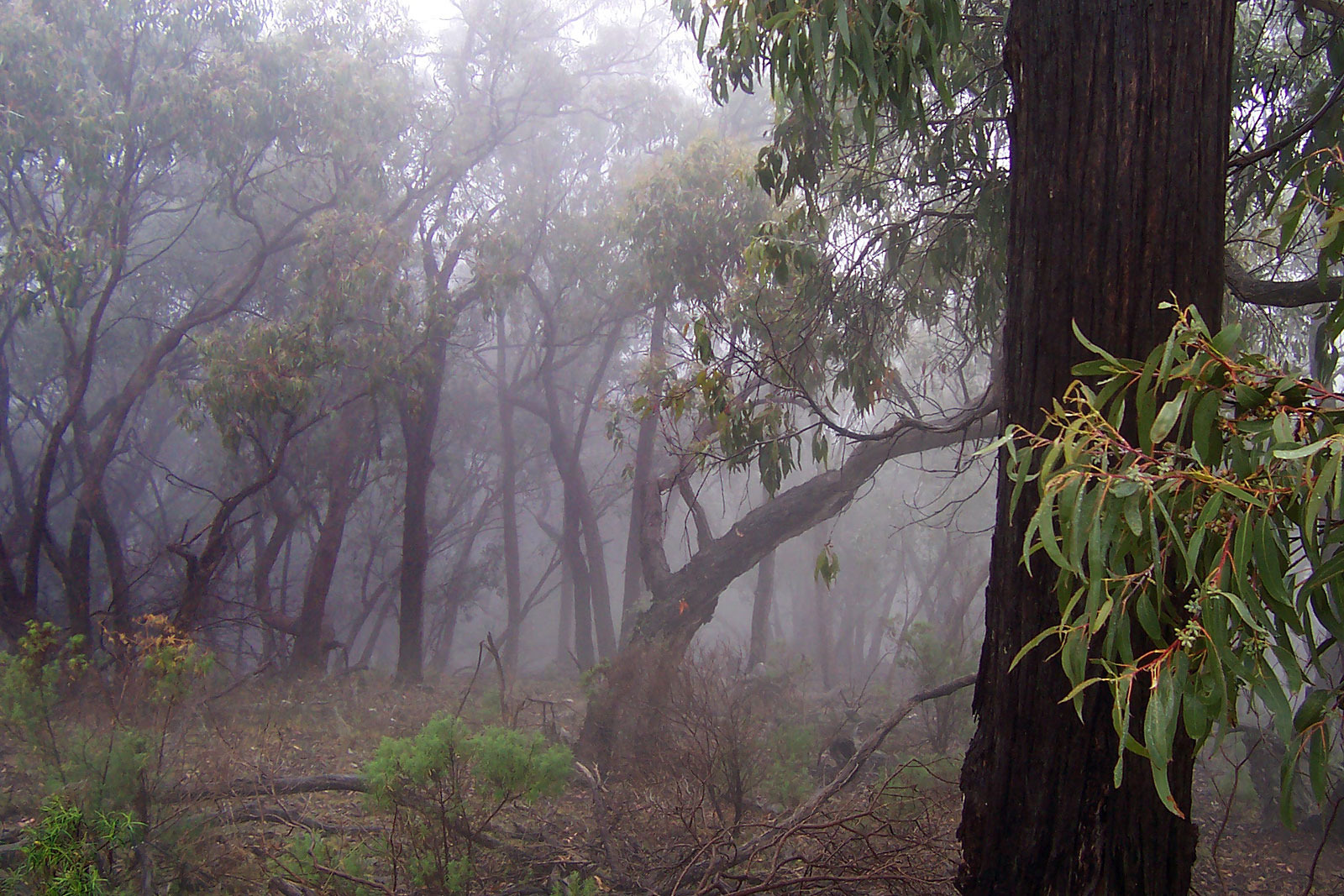
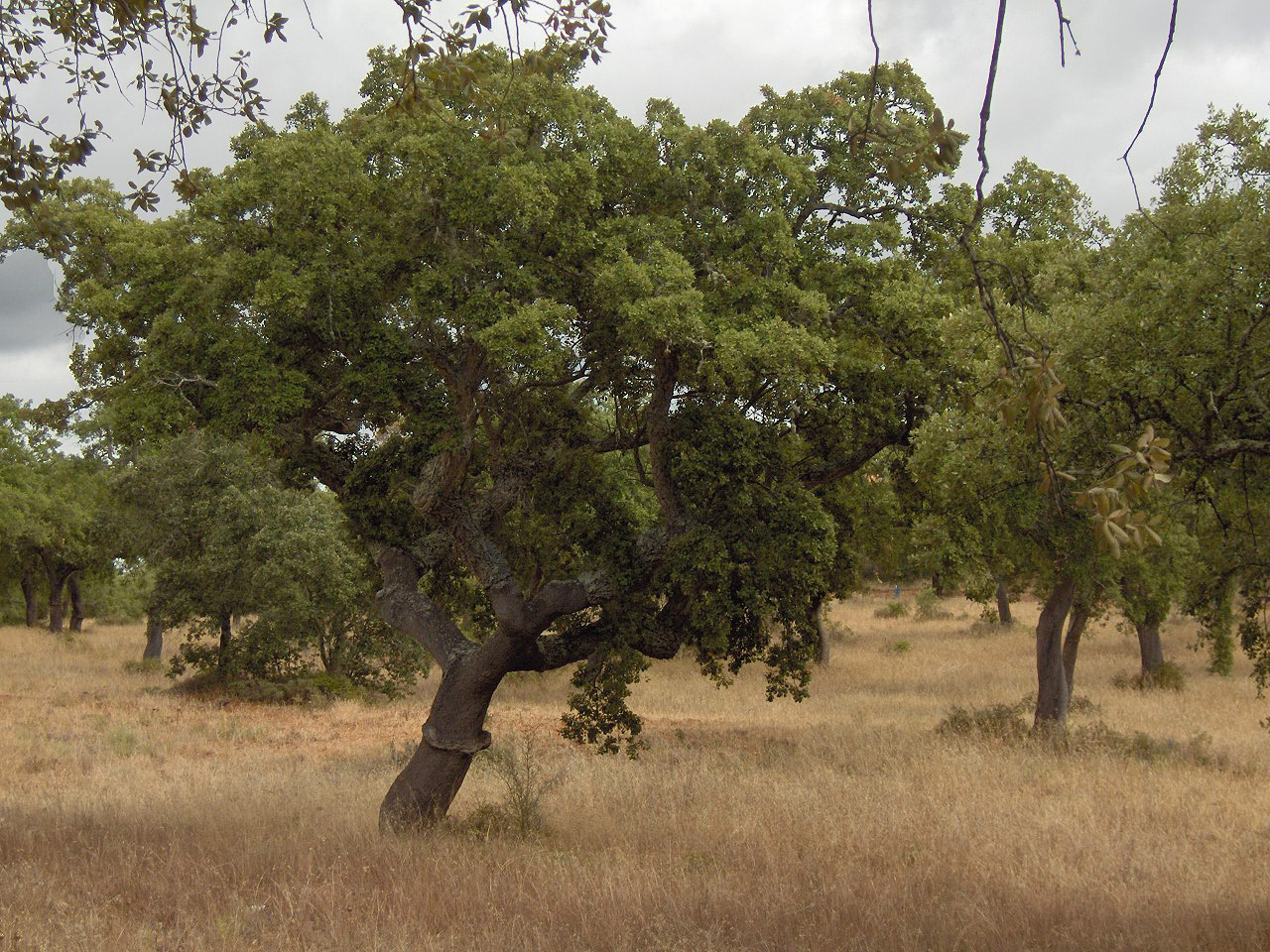
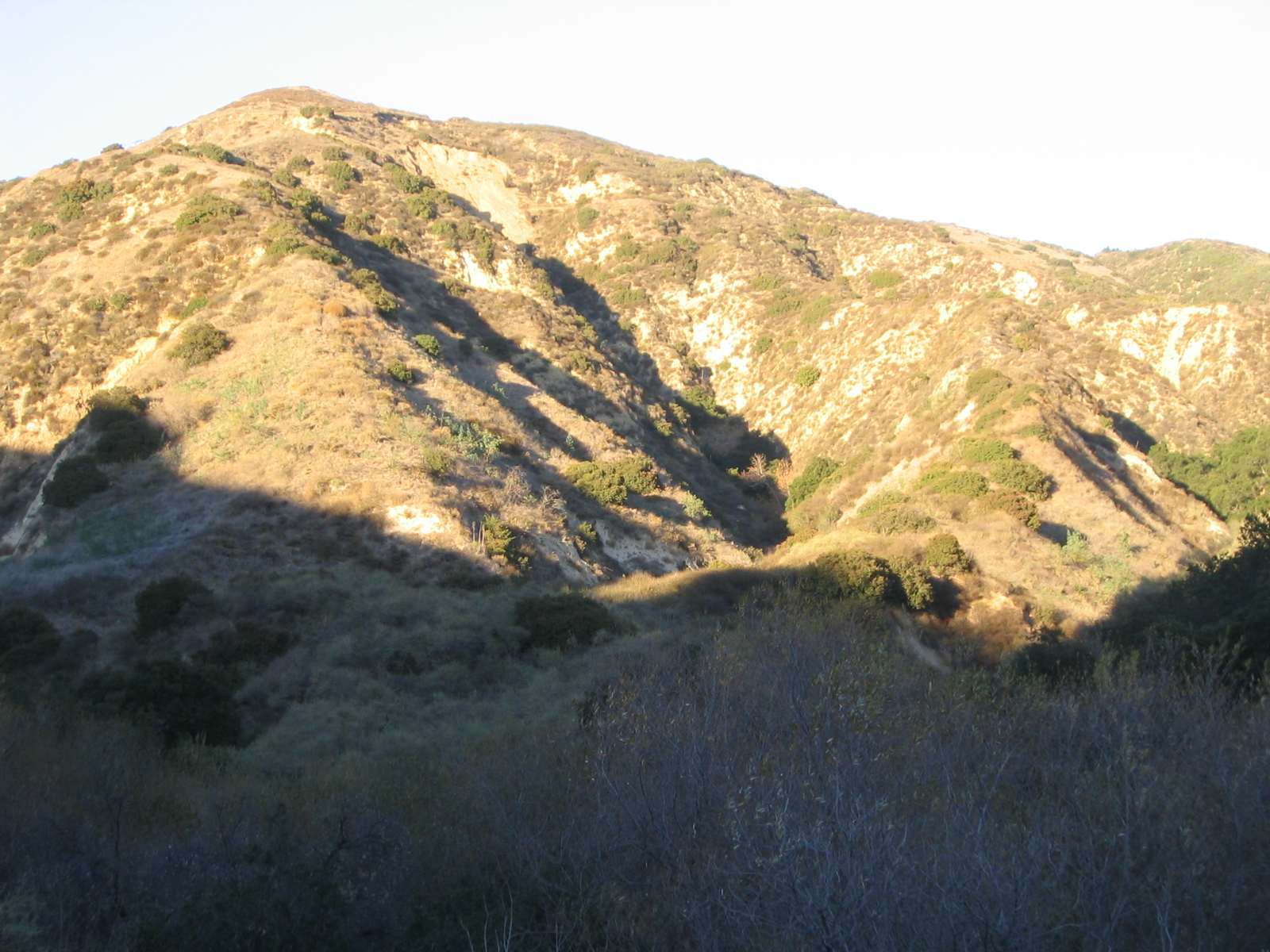
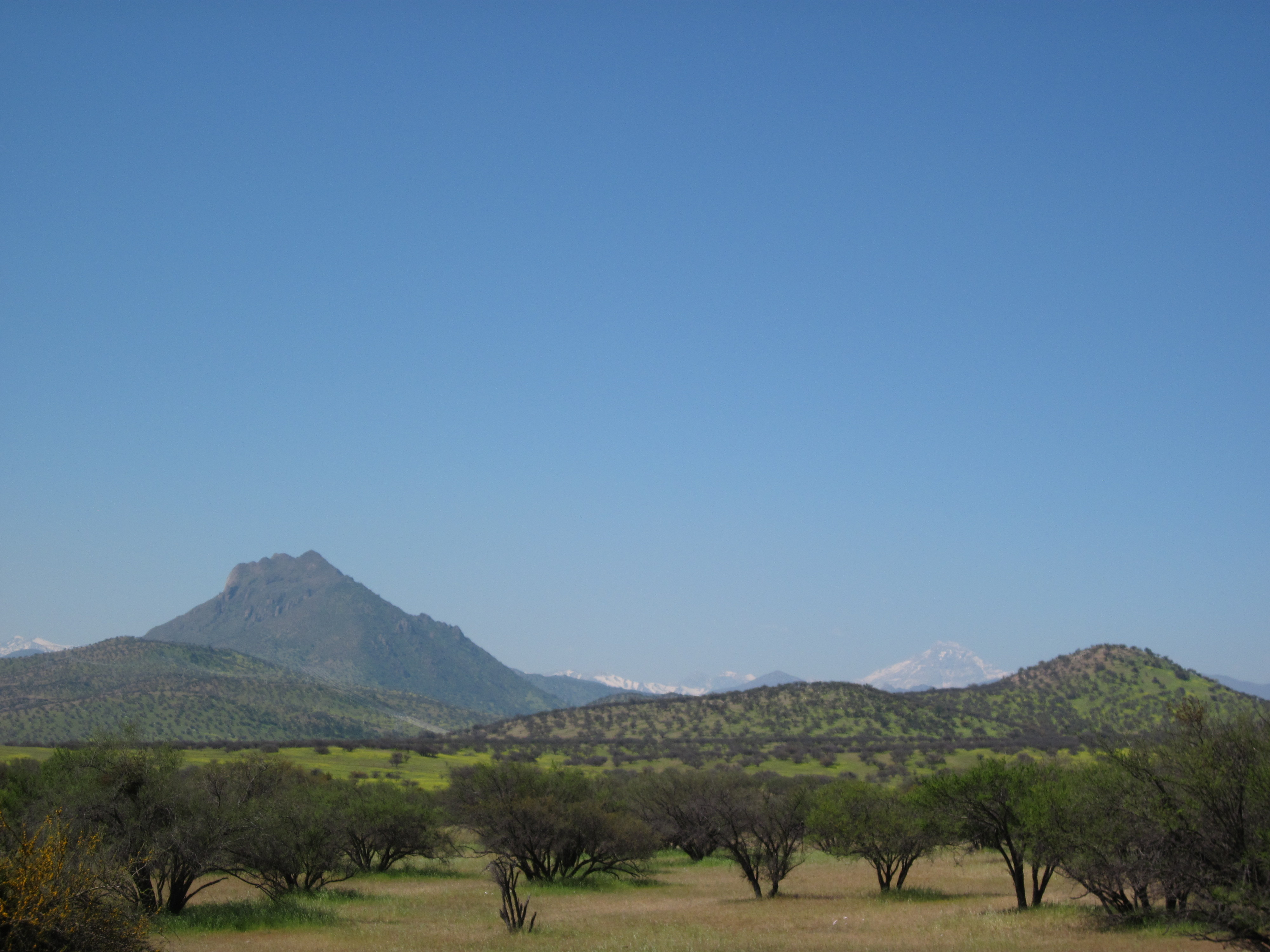